# Panda (chanson)
Pour les articles homonymes, voir Panda.
Singles de Desiigner
Father Stretch My Hands (en)
(2016)
Panda est le premier single du rappeur américain Desiigner. Sortie en décembre 2015 puis ressortie en février 2016, la chanson est écrite par Desiigner et le producteur Menace. Elle est intégrée à la mixtape New English (en).
Panda est fortement samplé par Kanye West, fondateur du label de musique GOOD Music qui l'a signé, pour Father Stretch My Hands, Pt. 2, une chanson sur le septième album de West, The Life of Pablo (2016).
Le single a atteint la première place du Billboard Hot 100 à la fin avril 2016.
Une vidéo officielle est publiée en mai 2016 et contient un caméo de Kanye West. La vidéo est nommée pour la meilleure vidéo de hip-hop au MTV Video Music Awards 2016.
Le thème de la chanson est l'attrait de Desiigner pour l'automobile BMW X6.